# Turnhout Iedereen Mee
Turnhout Iedereen Mee (TIM) is een Belgische lokale politieke partij uit Turnhout. 

## Geschiedenis
De partij werd opgericht als CD&V-scheurlijst in mei 2012 na een conflict over het lijsttrekkerschap bij de gemeenteraadsverkiezingen van dat jaar. Stichters waren Eric Vos en Luc Debondt (toenmalig CD&V-fractievoorzitter).  Later sloten onder meer ook toenmalig sp.a-schepen Dimitri Gevers, alsook gemeenteraadsleden Toon Otten (CD&V) en Deborah Langman (sp.a) zich aan. Vos werd lijsttrekker van de nieuwe partij. De kieslijst werd voorts aangevuld met ACW/ACV-militanten, voormalige sp.a'ers en personen uit het bedrijfsleven.
TIM werd de op-één-na grootste partij bij de stembusgang van 2012 en behaalde daarbij 16,3% van de stemmen, goed voor zes zetels. Verkozenen waren Eric Vos, Toon Otten, Luc Debondt, Dimitri Gevers, Guy van Lisenborg en Peter Roes. De partij belandde evenwel in de oppositie, nadat N-VA (die als grootste uit de stembusgang was gekomen) een bestuursakkoord afsloot met CD&V en sp.a. Toen Erwin Brentjens, toenmalig burgemeester, in oktober 2013 moest opstappen n.a.v. interne conflicten (waarbij de stad onbestuurbaar werd verklaard) werd een nieuwe bestuursploeg gevormd. De N-VA werd daarbij door TIM en Groen in de coalitie vervangen. Eric Vos werd daarbij aangesteld als nieuwe burgemeester en Luc De Bondt als schepen.
In 2015 verliet Toon Otten de partij, na een (vermeend) incident met N-VA-raadslid Herman Schaerlaekens. In 2018 sloten N-VA'ers Katleen De Coninck en Willy Van Geirt bij TIM aan, evenals voormalig lokaal sp.a-voorzitster Brigitte Malfait. Bij de stembusgang van datzelfde jaar overtuigde de partij 13,4% van de kiezers, wat resulteerde in vijf verkozenen (Eric Vos, Luc Debondt, Guy Van Litsenborg, Peter Roes en Rudy Elst) in de gemeenteraad. Na de verkiezingen werd er een coalitie gesloten tussen N-VA, sp.a, Groen en CD&V. TIM werd daarbij naar de oppositie verwezen. In januari 2023 werd Van Litsenborg opgevolgd als gemeenteraadslid door Katleen De Coninck.
Bij de gemeenteraadsverkiezingen van 2024 was Eric Vos opnieuw lijsttrekker. De partij leed een nederlaag en strandde op 8,6% van de stemmen. Hierdoor hield ze slechts twee zetels in de gemeenteraad over. Deze werden ingevuld door Eric Vos en Luc Debondt.

## Bestuur
De eerste voorzitter van TIM was voormalig 'De Warande'-voorzitter Herman Heyns. Hij werd opgevolgd in deze hoedanigheid door KVMS-bedrijfsleider Jasper Van Meerten  die Voorzitter was van 2013 tot en met 2023 en vervolgens door Eric Vos. 